# Pseudochondrostoma
Pseudochondrostoma – rodzaj słodkowodnych ryb z rodziny karpiowatych (Cyprinidae).

## Występowanie
Półwysep Iberyjski.

## Klasyfikacja
Gatunki zaliczane do tego rodzaju:
- Pseudochondrostoma duriense
- Pseudochondrostoma polylepis – świnka iberyjska[2]
- Pseudochondrostoma willkommii – świnka gwadiańska[3]

Gatunkiem typowym jest Chondrostoma polylepis (P. polylepis).

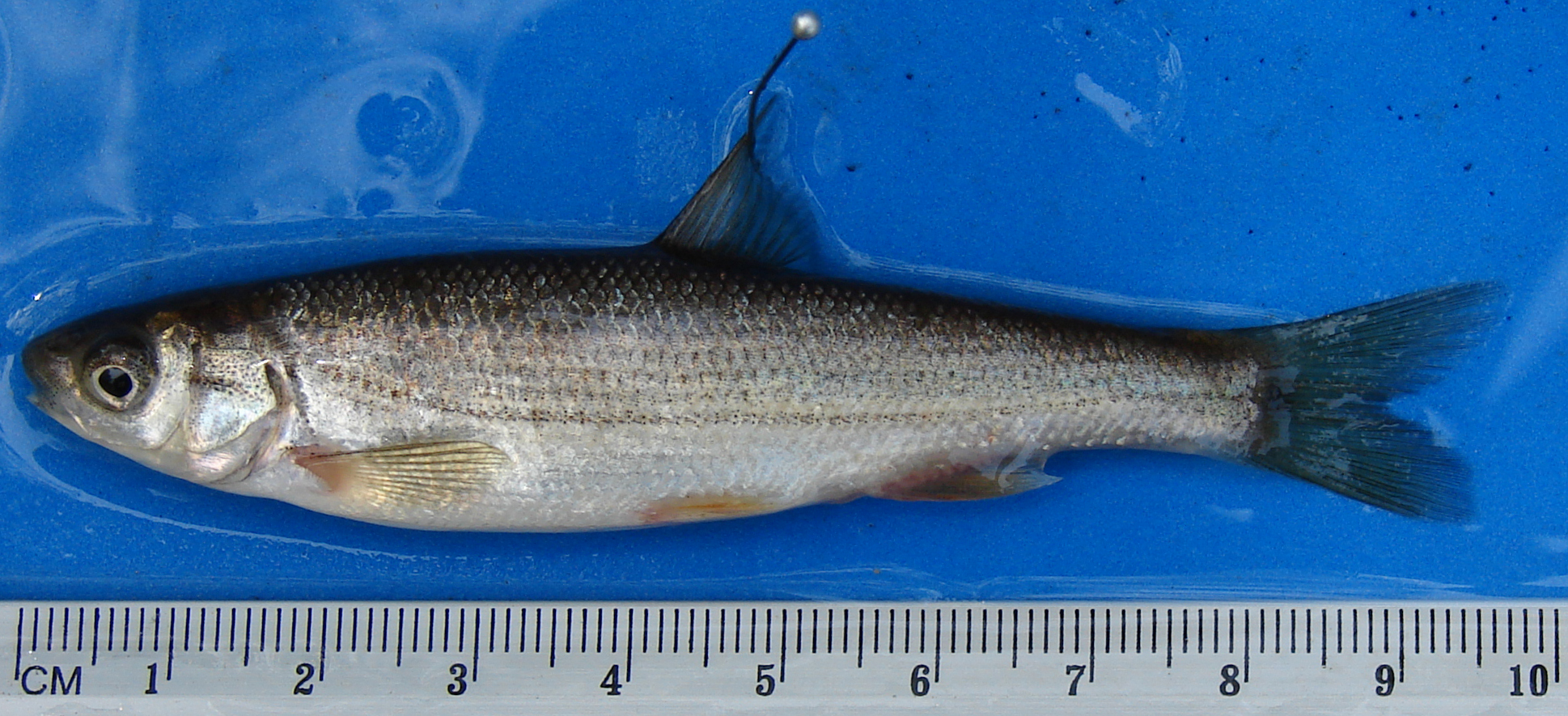
Pseudochondrostoma willkommii